# Murmańsk
Murmańsk (ros. Мурманск) – miasto w Rosji, w północnej części nasady Półwyspu Kolskiego. Niezamarzający port nad Zatoką Kolską (Morze Barentsa), w pobliżu granicy z Norwegią i Finlandią. Centrum administracyjne obwodu murmańskiego. Położony 1967 km od Moskwy. 6 maja 1985 otrzymało tytuł miasto-bohater (Город-герой).
Główną arterią komunikacyjną miasta jest Prospekt Lenina. W jego pobliżu znajdują się pomnik Lenina i Muzeum Krajoznawcze. Zbiory przyrodnicze w muzeum dotyczą głównie tajgi.
W mieście znajduje się stacja kolejowa Murmańsk.

## Historia
Miasto zostało założone 4 października 1916 roku (według obowiązującego wówczas w Cesarstwie Rosyjskim kalendarza juliańskiego był to 21 września) jako Romanow na Murmaniu (ros. Романов-на-Мурмане). Nazwa ta została nadana na cześć rządzącej wówczas Rosją dynastii Romanowów, zaś z kolei „Murmań” to ruska nazwa ziem położonych nad Morzem Barentsa (pierwotnie samych wybrzeży, następnie całego lądu, zwłaszcza Półwyspu Kolskiego), która powiązana jest etymologicznie z germańskim słowem Norman – człowiek północy, jak w średniowieczu nazywano Skandynawów. W 1917 roku po rewolucji lutowej i likwidacji monarchii nazwę miasta zmieniono na Murmańsk. W latach 1918–1920 miasto znalazło się we władaniu aliantów zachodnich, którzy tą drogą przybyli z pomocą białym. W tym okresie w rejonie miasta z bolszewikami walczyły polskie oddziały tzw. Murmańczyków, ewakuowane w połowie 1919 roku.
W ramach umowy podpisanej z III Rzeszą w roku 1940 Murmańsk stał się bazą dla niemieckich okrętów podwodnych w ich drodze na Morze Norweskie. Sowieci udostępnili swój port Niemcom w o wiele większym zakresie, niż to później robili wobec aliantów zachodnich. Kriegsmarine mogła być pewna, że znajdzie tu schronienie i przyjazne doki. W roku 1940 lodołamacze sowieckie pomogły przebić się na Pacyfik niemieckiemu krążownikowi pomocniczemu HSK Komet, który następnie zatopił siedem (i zdobył jeden) alianckich statków o łącznym tonażu 64 000 ton.
Po 22 czerwca 1941 roku Murmańsk stał się miejscem, do którego nawet zimą docierały alianckie konwoje z pomocą. Podczas zimnej wojny Murmańsk był bazą sowieckich atomowych okrętów podwodnych, nosicieli ładunków jądrowych. Dziś jest portem macierzystym rosyjskiej Floty Północnej.

## Ludność
- 1926 r. – 9 tys.
- 1939 r. – 119 tys.
- 1959 r. – 222 tys.
- 1970 r. – 309 tys.
- 1979 r. – 382 tys.
- 1992 r. – 468,3 tys.
- 1996 r. – 399 tys.
- 2010 r. – 309,7 tys.
- 2020 r. – 287,8 tys.

## Geografia i klimat
Murmańsk posiada niezamarzający przez cały rok port, położony w 50-kilometrowym fiordzie. Jest to największe miasto leżące na tej szerokości geograficznej.
Ze wzgórza za miastem roztacza się panorama na cały Murmańsk, jego porty morskie, stocznie remontowe, zakłady przemysłowe i osiedla mieszkaniowe. Za fiordem, aż po zachodni i północny horyzont rozciągają się lasy pokrywające pofalowany teren. Za wzgórzami znajduje się Morze Barentsa.
Miasto posiada także sztuczne jezioro i park, a także delfinarium.
Klimat umiarkowany chłodny. Średnie temperatury w styczniu –10 °C, w lipcu 13 °C. Opady około 800 mm na rok.

## Galeria

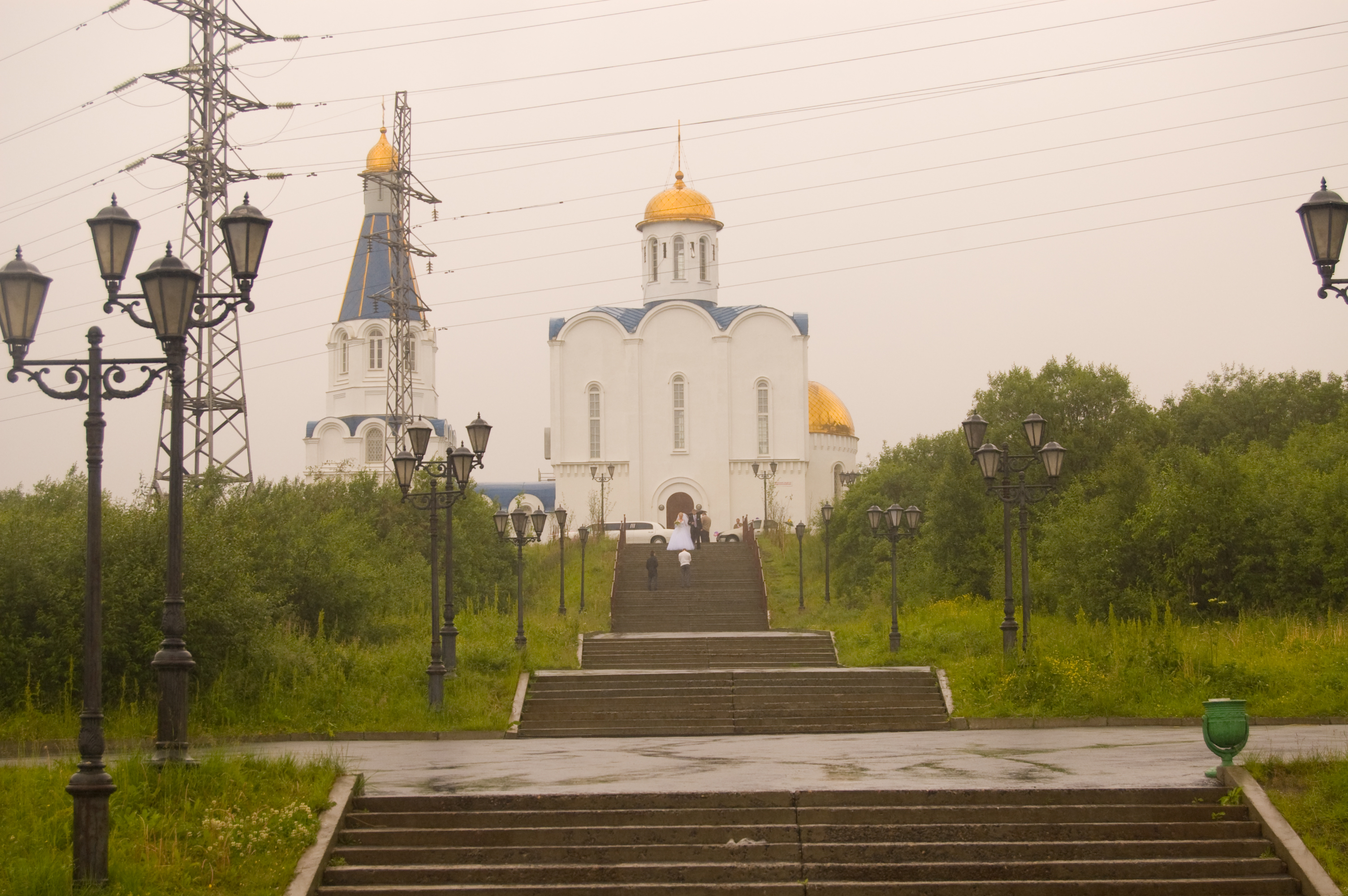
Cerkiew Obrazu Chrystusa „Ludzką Ręką Nie Uczynionego”
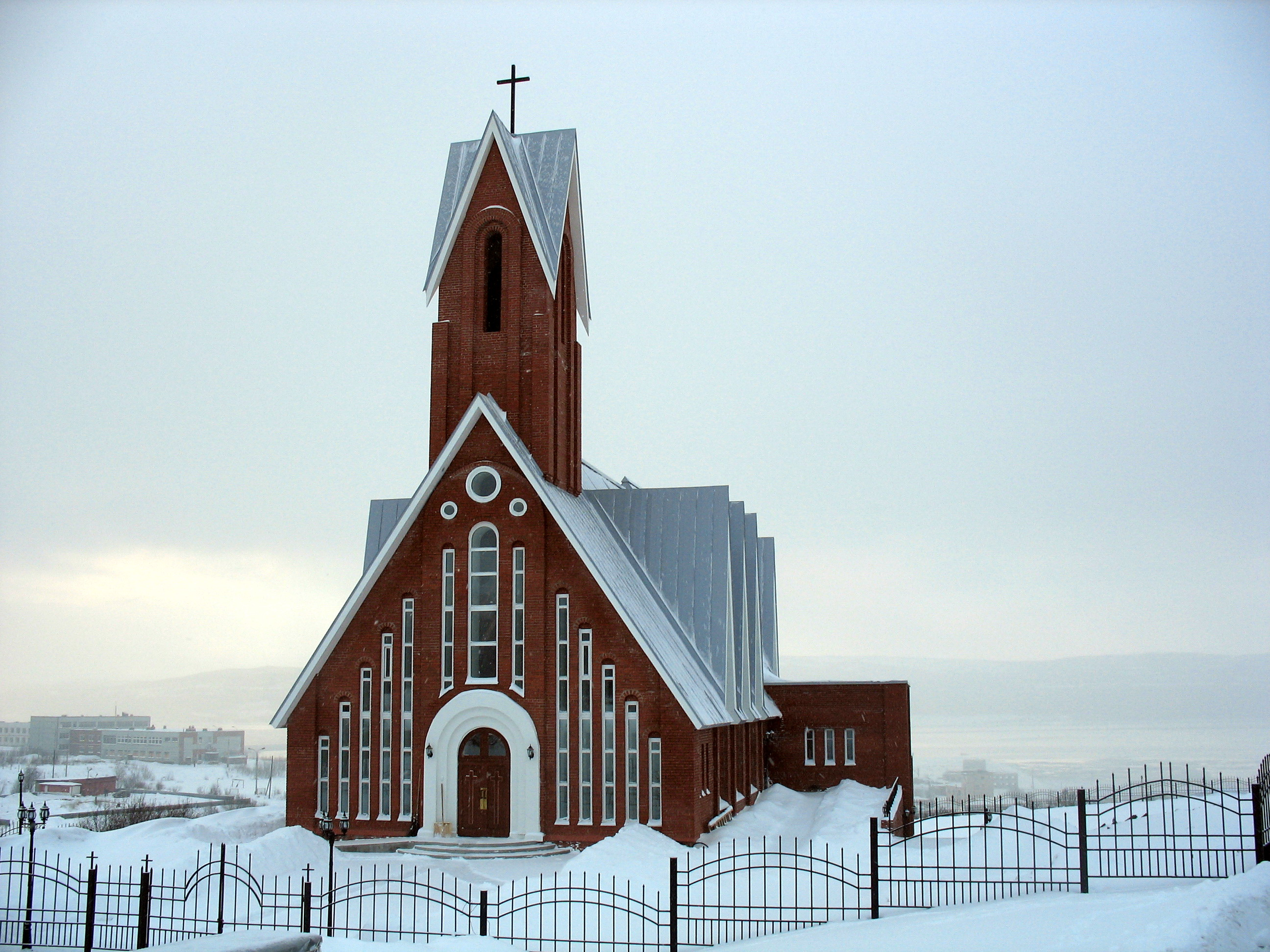
Kościół św. Michała Archanioła
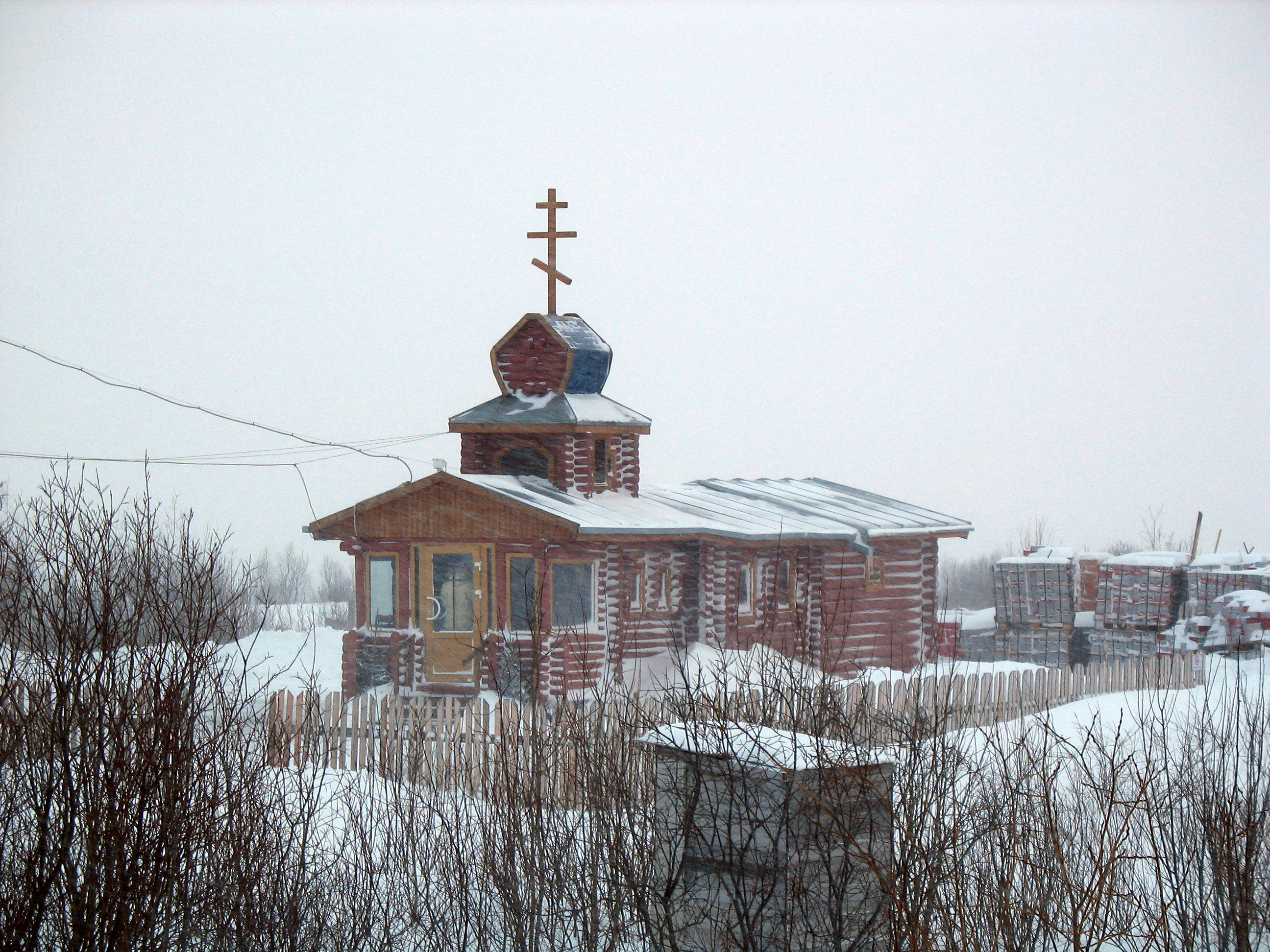
Cerkiew Wszystkich Świętych
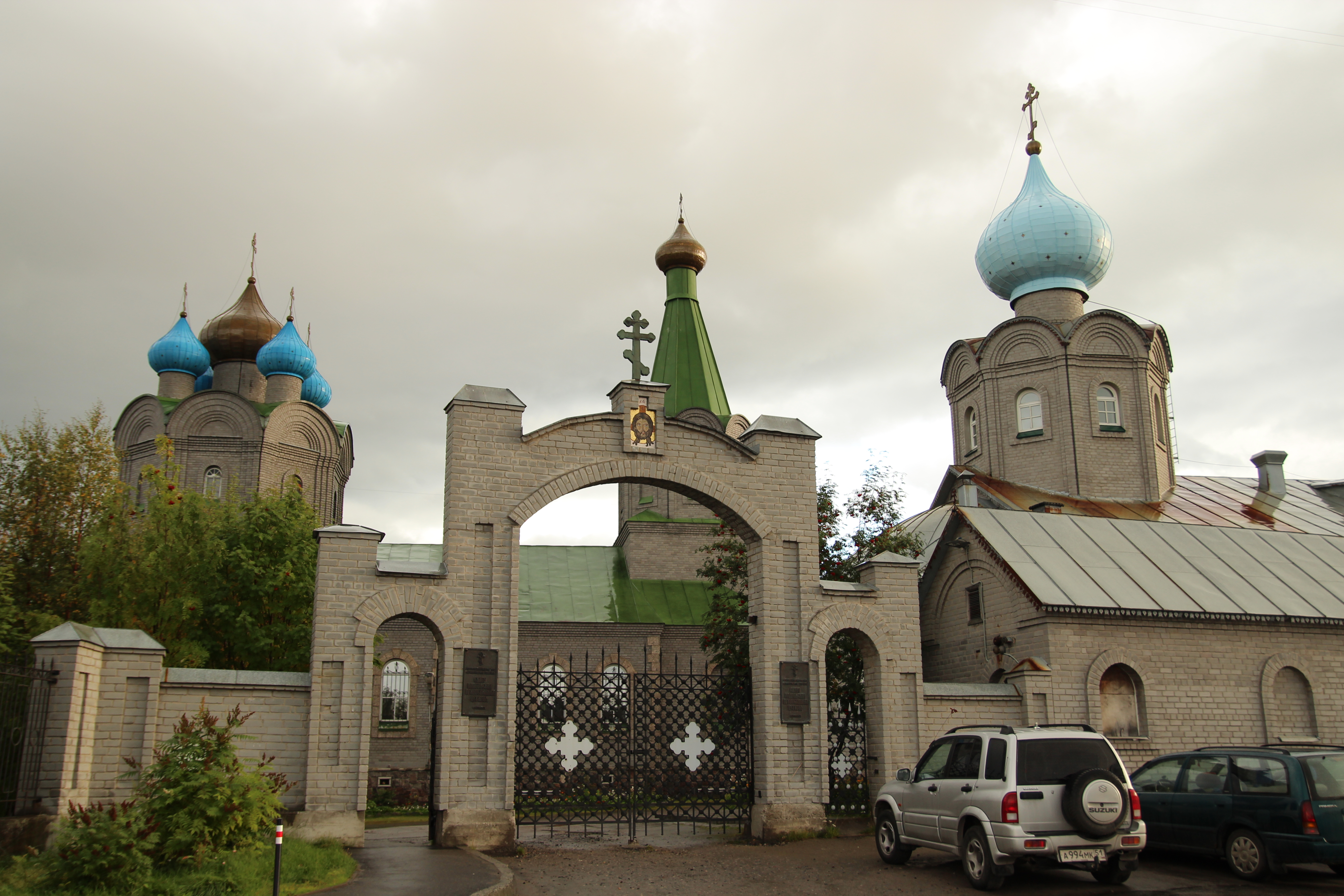
Kompleks Soboru Katedralnego św. Mikołaja Cudotwórcy
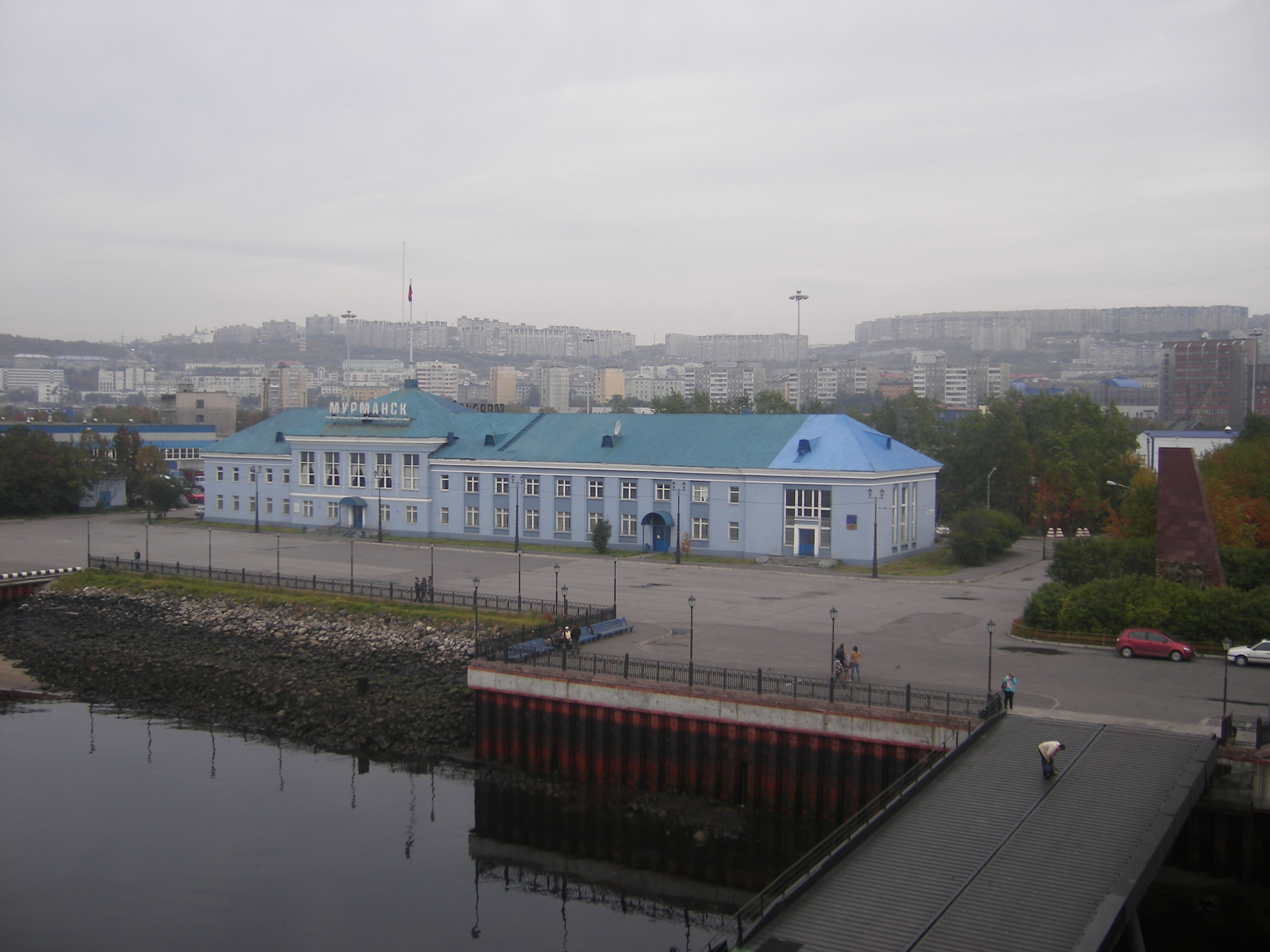
Budynek portu morskiego
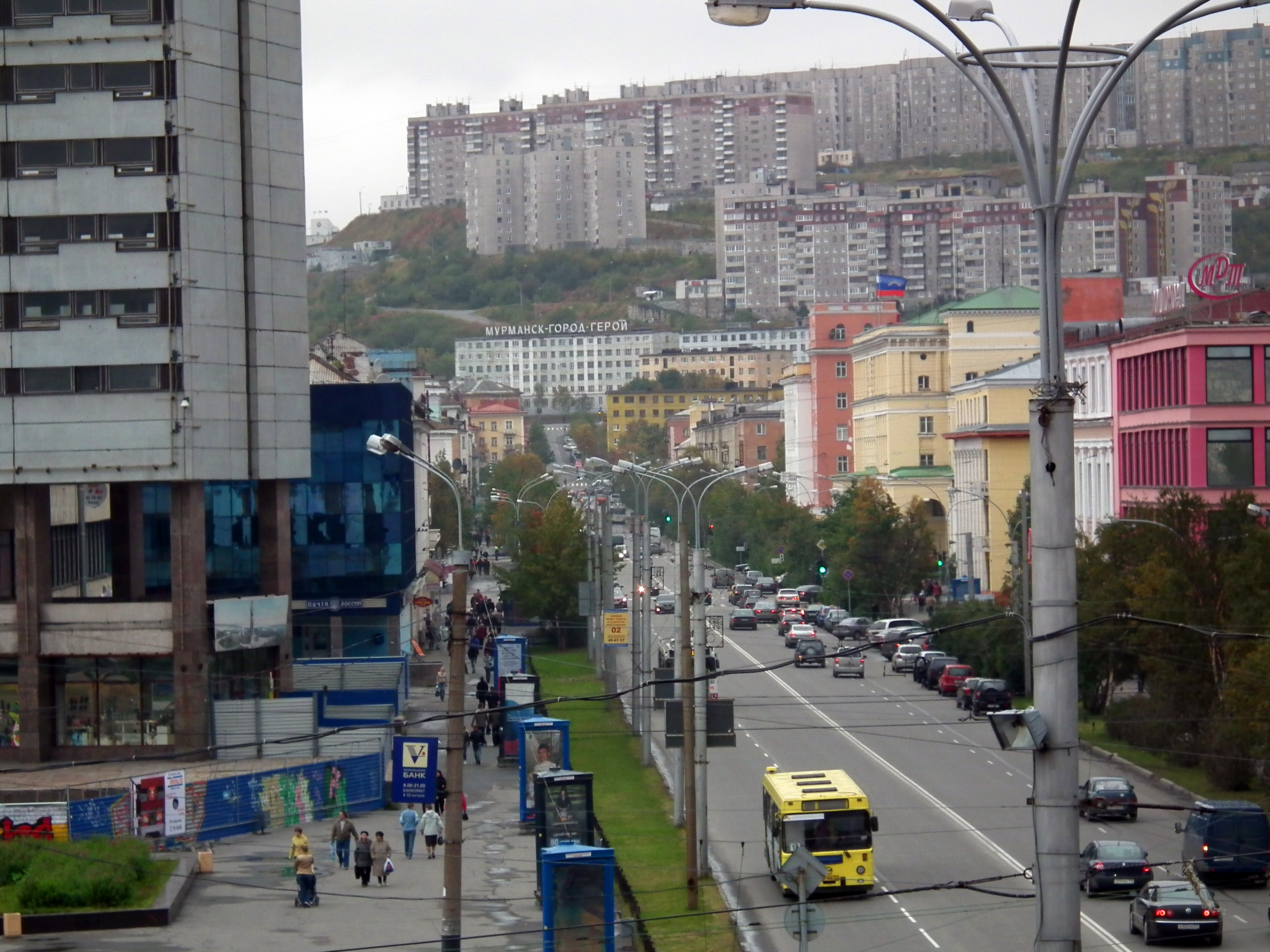
Centrum miasta
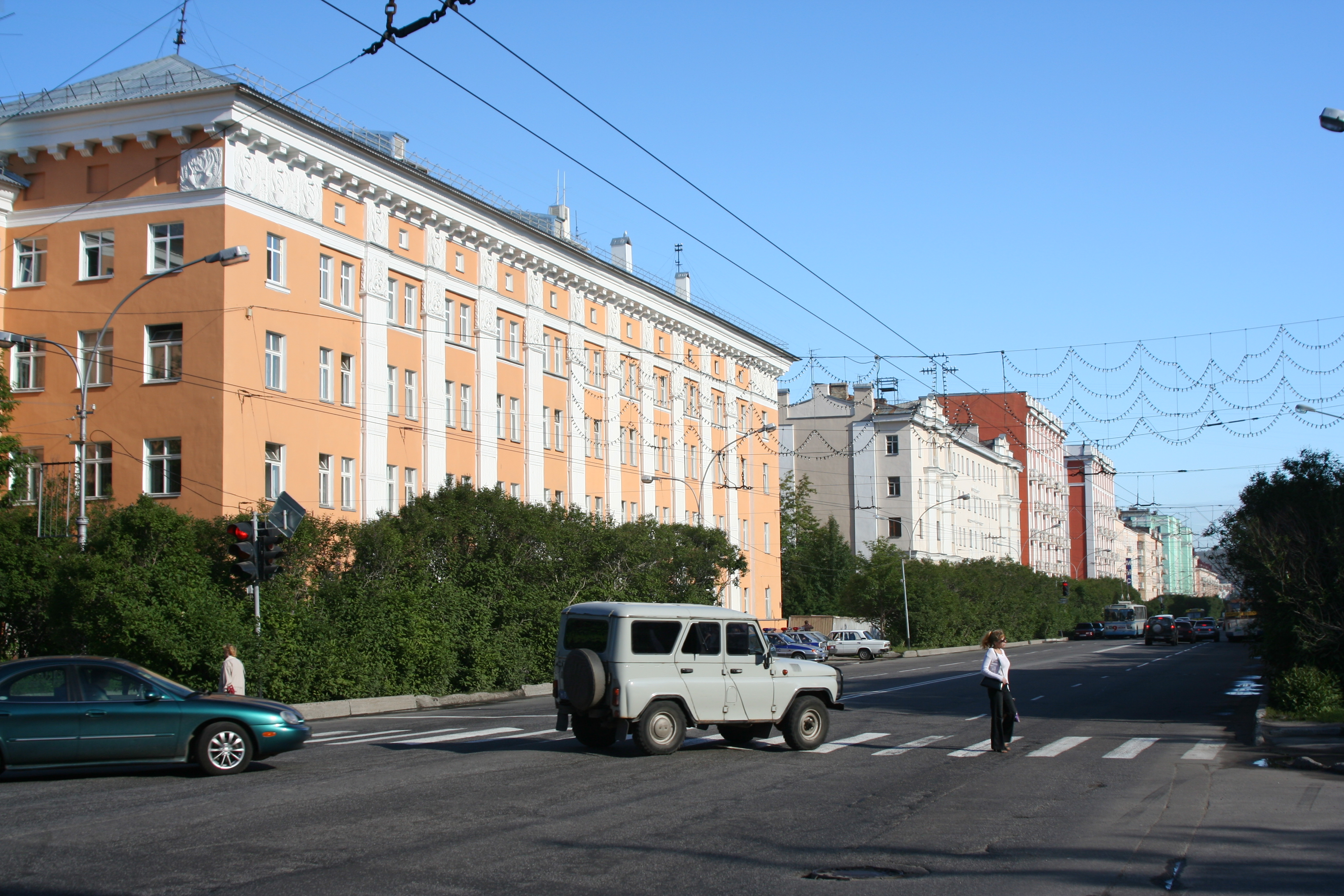
Prospekt Lenina
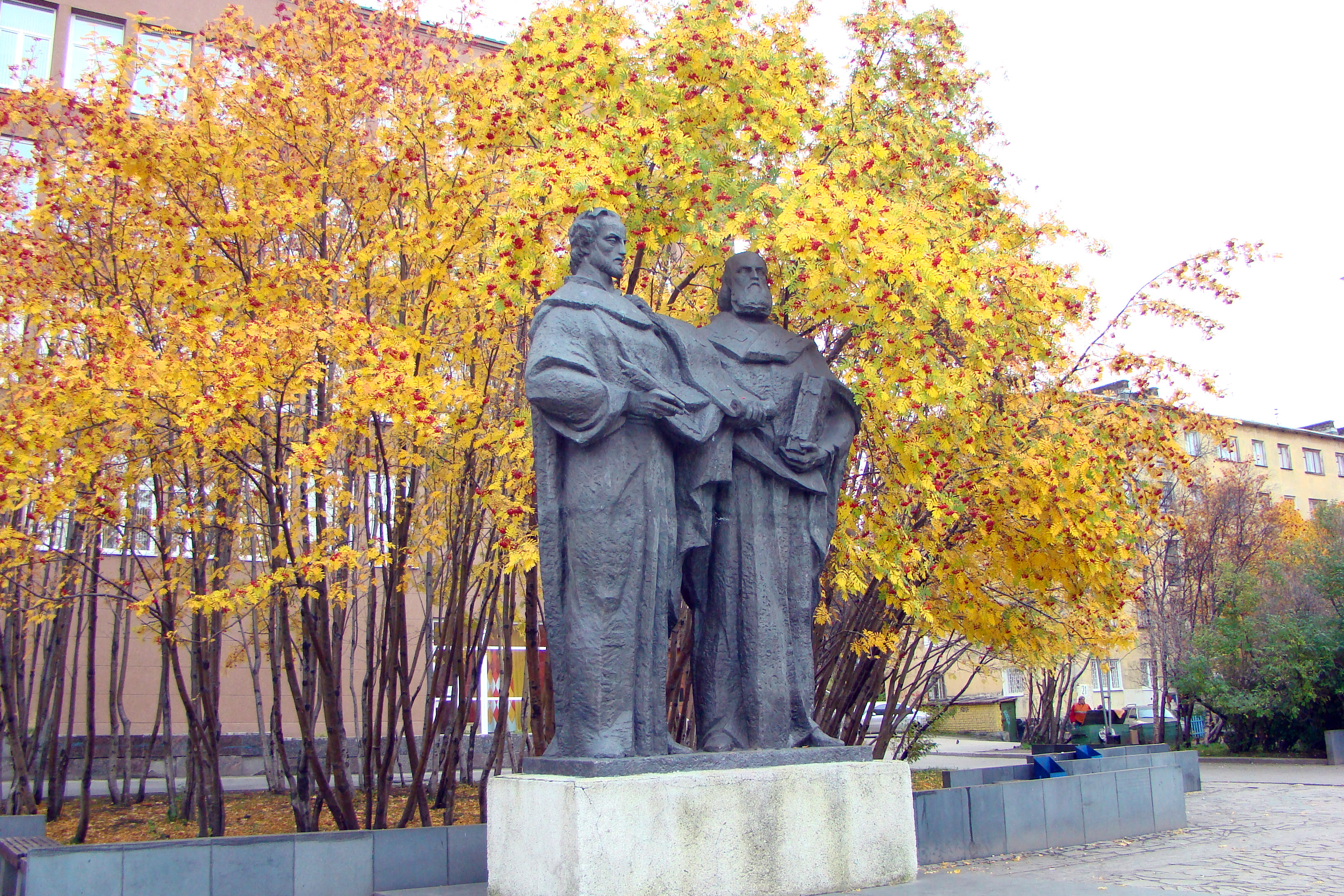
Pomnik św. Cyryla i Metodego
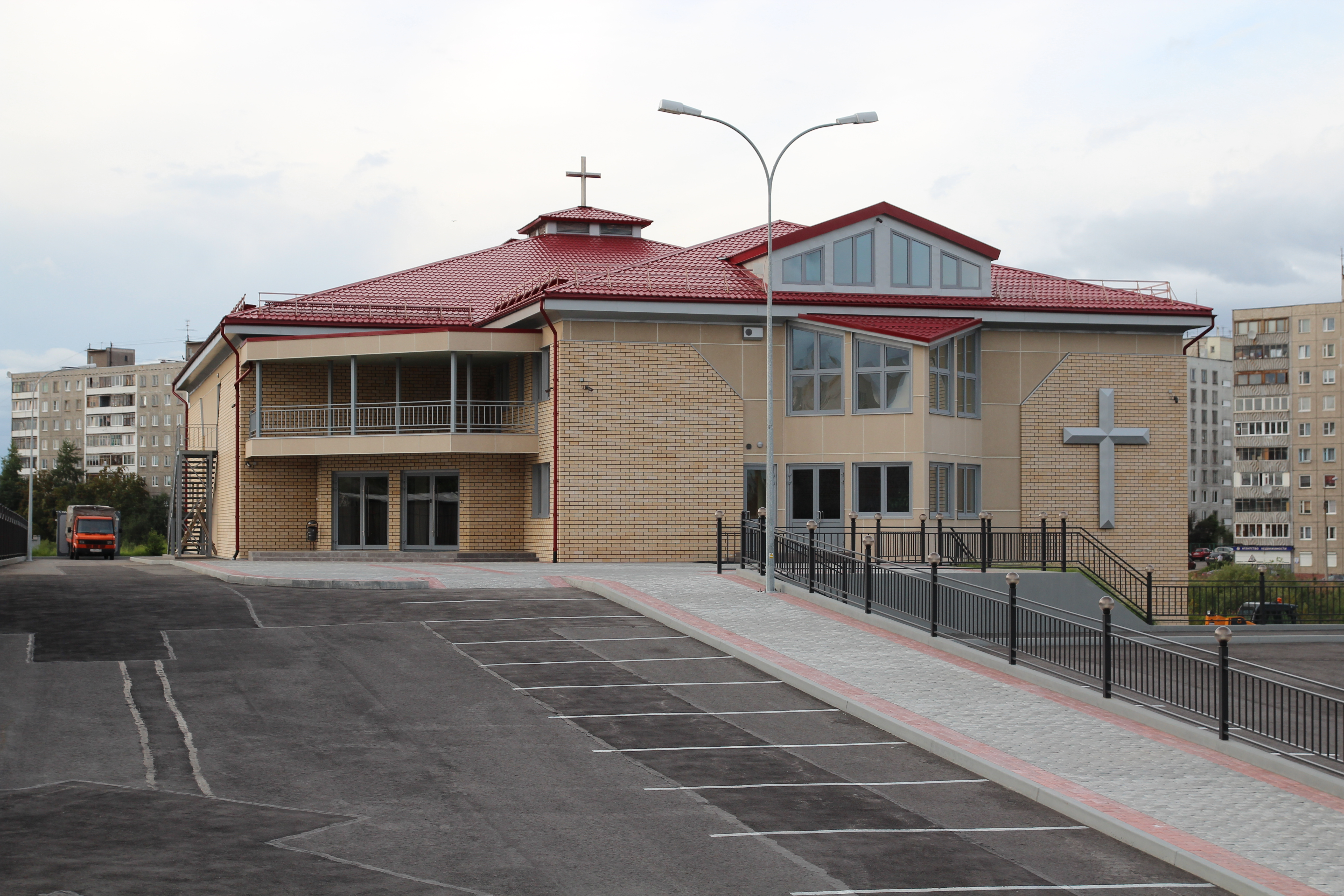
Kościół zielonoświątkowy

## Miasta partnerskie
- Akureyri
- Groningen
- Jacksonville
- Królewiec
- Kurytyba
- Luleå
- Tromsø
- Vadsø

W przeszłości Murmańsk posiadał umowy partnerskie również ze Szczecinem (od 8 kwietnia 1993) oraz Rovaniemi (od 1962 roku). Umowy te zostały jednak wypowiedziane w związku z rosyjską inwazją na Ukrainę (odpowiednio 28 lutego 2022 i 4 marca 2022).